# 武扎耶
武扎耶（法語：Vouzailles，法語發音：[vuzaj]）是法国新阿基坦大区维埃纳省的一个市镇，位于该省西部，属于普瓦捷区。

## 地理
武扎耶（46°42'30"N, 0°5'38"E）面积15.77 平方千米，位于法国新阿基坦大区维埃纳省，该省份为法国中西部省份，北起曼恩-卢瓦尔省和安德尔-卢瓦尔省，西接德塞夫勒省，南至夏朗德省，东南接上维埃纳省，东临安德尔省。
与武扎耶接壤的市镇（或旧市镇、城区）包括：谢尔沃、屈翁、马耶、迈松讷沃、马索涅、尚皮尼昂罗什罗。

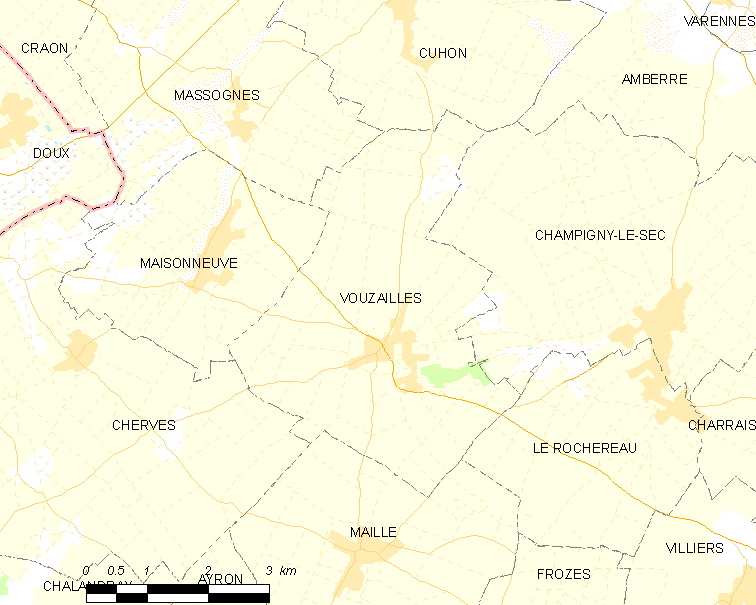
武扎耶的OSM定位图

武扎耶的时区为UTC+01:00、UTC+02:00（夏令时）。

## 行政
武扎耶的邮政编码为86170，INSEE市镇编码为86299。

## 政治
武扎耶所属的省级选区为米涅-欧桑斯县。

## 人口

1962-2008年间武扎耶人口变化图示

武扎耶于2022年1月1日时的人口数量为563人。